# Pedicularis baumgartenii
Pedicularis baumgartenii är en snyltrotsväxtart som beskrevs av Lajos von Simonkai. Pedicularis baumgartenii ingår i släktet spiror, och familjen snyltrotsväxter. Inga underarter finns listade i Catalogue of Life.